# Achyropsis
Achyropsis là chi thực vật có hoa trong họ Amaranthaceae.